# Chesterfieldöarna

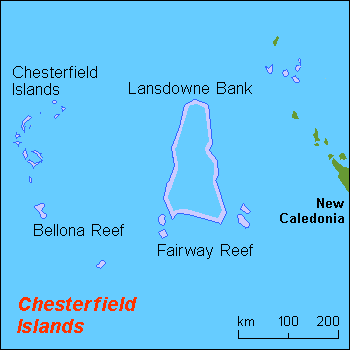
översiktskarta

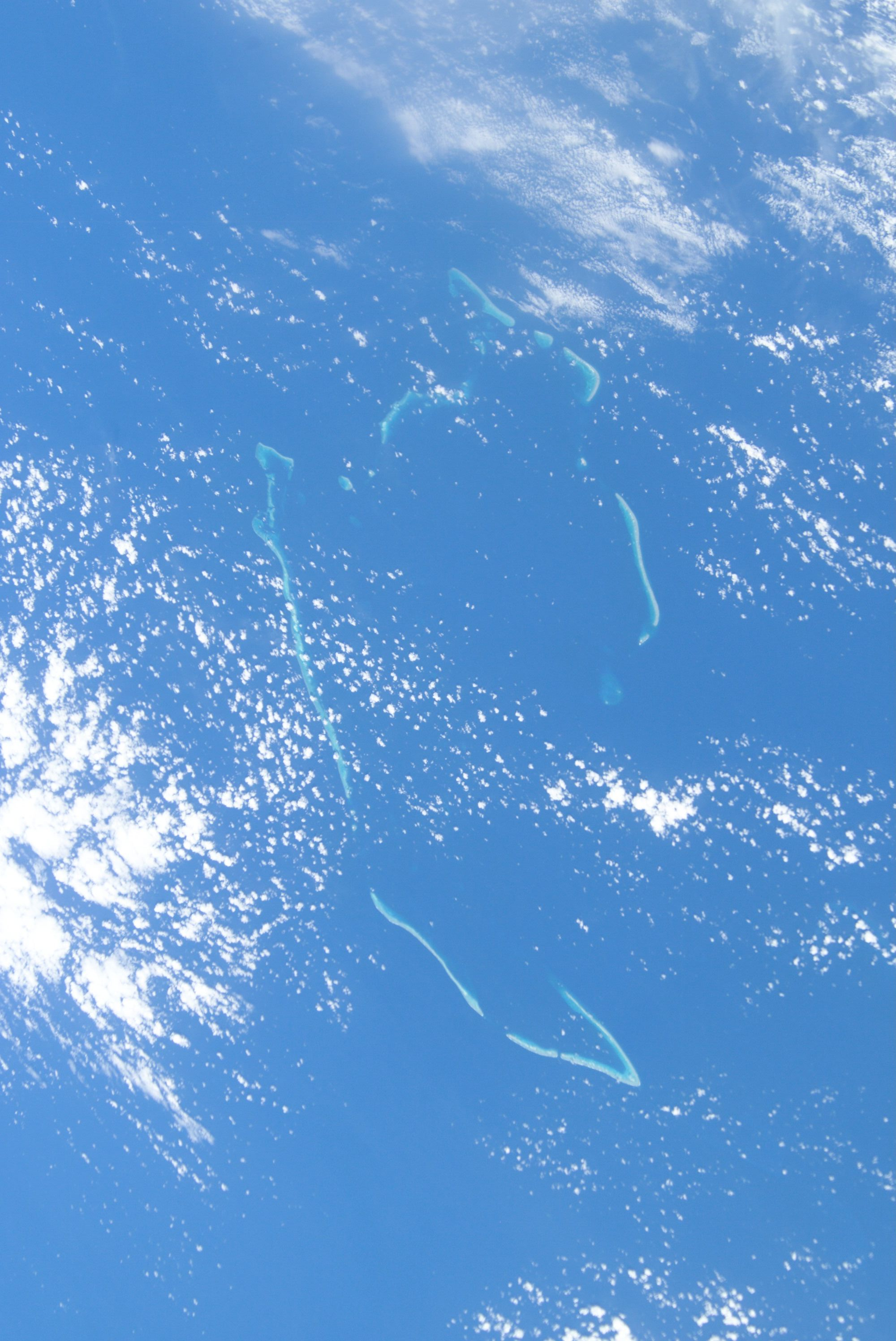
Chesterfieldöarna

Chesterfieldöarna eller Chesterfieldreven (franska îles Chesterfield) är en ögrupp i Nya Kaledonien i västra Stilla havet.
I närheten ligger även Bellonareven och Fairwayreven som trots att de är geologiskt avskiljda vanligen inkluderas i området.

## Geografi
Området ligger i Korallhavet nordväst om Nouméa på huvudön Grande Terre och öster om Australien.

## Chesterfieldöarna
Området ligger ca 550 km nordväst om Nouméa på huvudön Grande Terre och ca 1250 km öster om Townsville i Australien. De geografiska koordinaterna är 19°52′ S och 158°15′ Ö.
Ögruppen består av mindre korallöar och revområden utspridda på ett ca 120 km långt och ca 70 km brett område. Området har en landmassa om endast några få km² och är uppdelad i de västra och nordvästra Chesterfieldreven och de södra och norra Bamptonreven.
Bland de större öarna finns:
- Bampton Island
- Bennett Island
- Caye Renard
- ChesterfieldöarnaLong Island
- Veys Islet
- Loop Islet
- Passage Islet
- Sable Island
- Skeleton Cay

## Bellonareven
Området ligger ca 50 km söder om Chesterfieldöarna och ca 520 km väster om Grande Terre och består endast av revområden utan landmassa.

## Fairwayreven
Området ligger ca 230 km öster om Bellonareven och ca 290 km väster om Grande Terre och består endast av revområden utan landmassa.

## Historia
Reven upptäcktes i omgångar i början på 1790-talet då de ligger i de gamla handelsrutterna från Sydney till Kanton och Indien och har alltid utgjort en fara för handelsfartygen.
De södra delarna utforskades åren 1858 – 1860 av kapten H.M. Denham på fartyget "Herald", de norra delarna utforskades först åren 1878 - 1879 av såväl G.E.Richards på fartyget "Renard" som franska expeditioner.
Området besöks sällan av människor men i slutet på 1800-talet utvann man Guanoförekomsterna på några av öarna och valfångare brukade kryssa i området.
I november 1968 installerades en automatiserad väderstation Loop Islet.

## Radioamatörer
Ögruppen utgör ett eget land för radioamatörer och är ett av de mest eftertraktade för dessa att  kontakta då öarna är obebodda och ligger avsides till. All proviant och utrustning måste tas med vid en expedition. Endast någon enstaka gång per decennium aktiveras ögruppen av radioamatörer.